# 유니버시티시티 (미주리주)

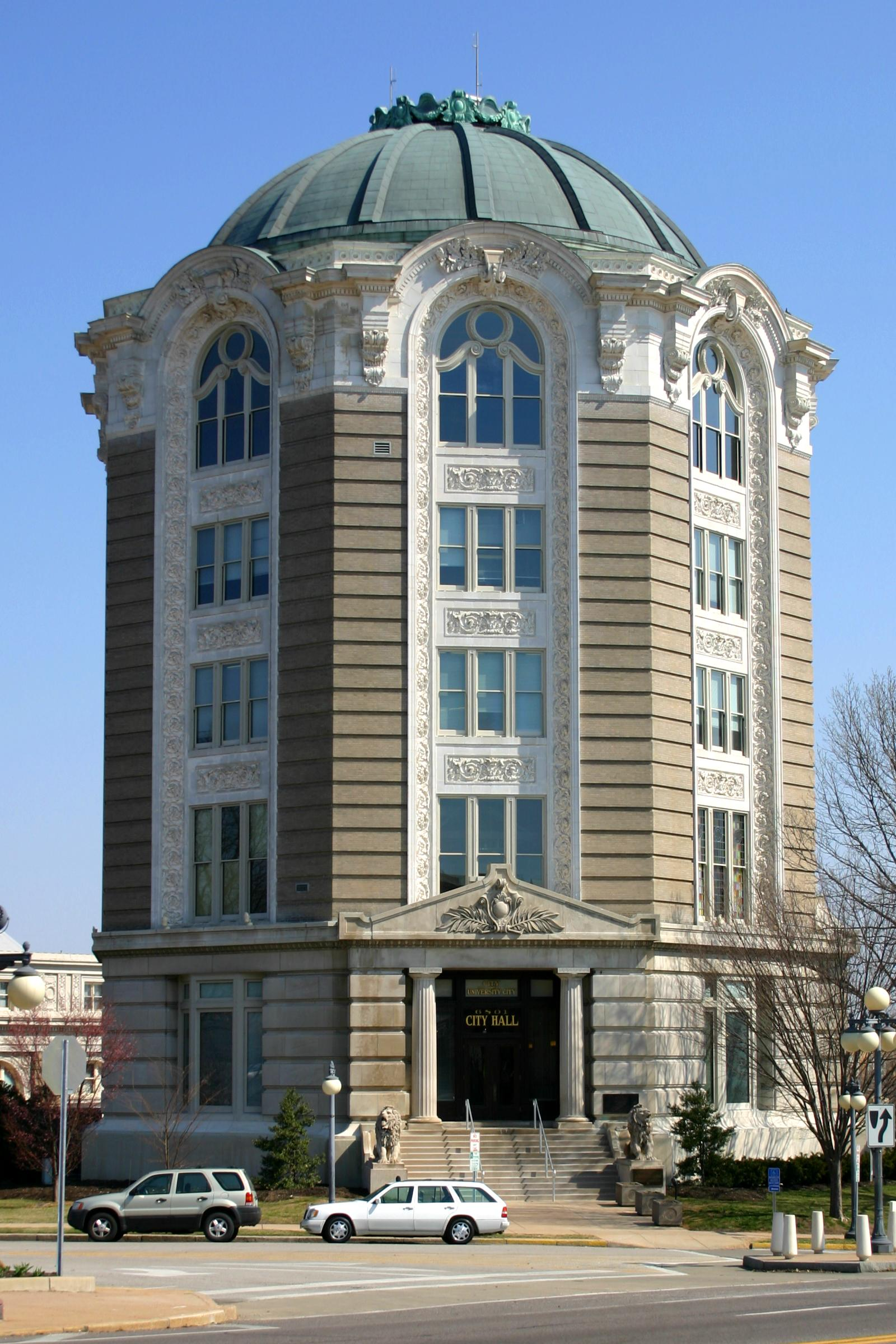

유니버시티시티(University City)는 미국 미주리주 세인트루이스군 (미주리주) 세인트루이스의 도시이다. 2020년 미국 인구 조사 기준으로 인구 수는 35,065명이다. 이 도시의 이름은 주변에 위치한 워싱턴 대학교의 이름에서 비롯되었다.

## 인구
| 인구조사              | 인구   | Note | %±     |
| --------------------- | ------ | ---- | ------ |
| 1910년                | 2,417  |      | —      |
| 1920년                | 6,792  |      | 181.0% |
| 1930년                | 25,809 |      | 280.0% |
| 1940년                | 33,023 |      | 28.0%  |
| 1950년                | 39,892 |      | 20.8%  |
| 1960년                | 51,249 |      | 28.5%  |
| 1970년                | 47,527 |      | −7.3%  |
| 1980년                | 42,690 |      | −10.2% |
| 1990년                | 40,087 |      | −6.1%  |
| 2000년                | 37,428 |      | −6.6%  |
| 2010년                | 35,371 |      | −5.5%  |
| 2020년                | 35,065 |      | −0.9%  |
| U.S. Decennial Census |        |      |        |

## 같이 보기
- 1904년 하계 올림픽